# Polly
«Polly» (с англ. — «Полли») — песня американской рок-группы Nirvana, написанная вокалистом и гитаристом группы Куртом Кобейном. Фигурирует в качестве 6-го трека во втором студийном альбоме коллектива, Nevermind, изданным в сентябре 1991 года на лейбле DGC Records.

## Предыстория
Среди первоначальных вариантов названия песни фигурировали «Автостопом» (англ. Hitchhiker) и «Крекер» (англ. Cracker), окончательный вариант появился в районе 1988 года. Самой ранней сохранившейся записью «Polly» является демоверсия записанная Кобейном дома на магнитофон, в ней музыкант поёт песню аккомпанируя себе на гитаре.
Песня была впервые записана группой в сиэтлской студии Music Source в августе 1989 года, под руководством продюсера Стива Фиска. Записанный во время этих сессий материал предполагалось выпустить в мини-альбоме, выход которого должен был быть приурочен к началу европейского турне коллектива. Однако, из всех записанных песен официально были изданы лишь две, «Stain» и «Been a Son», которые включили в EP Blew. 26 октября 1989 года группа записала ещё одну «живую» версию «Polly» во время своих первых сессий у Джона Пила на Би-би-си (т. н. BBC Peel Session), в лондонской студии Maida Vale Studios. Эта запись, звукорежиссёром которой выступил Тед де Боно (англ. Ted de Bono), впервые прозвучала в радиоэфире 22 ноября 1989 года.
В апреле 1990 года Nirvana перезаписала «Polly» в студии Smart Studios (Мэдисон, штат Висконсин) вместе с продюсером Бутчем Вигом. Именно эта акустическая версия, записанная при участии барабанщика Чэда Ченнинга, впоследствии была включена во второй студийный альбом коллектива — Nevermind. Это была единственная композиция, записанная во время первоначальной сессии с Вигом, которая фигурирует в альбоме, остальные песни были перезаписаны в мае 1991 года в студии Sound City Studios (Ван-Найс, Калифорния), с тем же продюсером. Во время записи Кобейн играл на двенадцатиструнной гитаре Stella Harmony (однако, в момент записи на ней было лишь 5 струн), которую, по его словам, он незадолго до этого купил на барахолке за 20 долларов. «Я даже не удосужился поменять струны» — говорил он в интервью журналу Guitar World в 1992 году, «Она едва держала строй. Фактически мне пришлось использовать скотч, чтобы колки держались в нужном положении». Виг вспоминал, что струны гитары были настолько старыми, что у них «не было какой-то определённой тональности. Реально грязный звук». Гитара Кобейна и бас Криста Новоселича были записаны вживую, после чего фронтмен записал основной вокал и гармонии, затем Чэннинг добавил звуки тарелок. В документальном фильме о создании альбома Виг отмечал, что, Кобейн спел строчку «Polly said» слишком рано, но они решили оставить её.
Группа записала еще одну версию песни для Би-би-си — 9 ноября 1991 года в Maida Vale Studios во время участия в шоу Mark Goodier Radio Session. Эта запись, ставшая последней для Nirvana на Би-би-си, была выпущена в эфир 18 ноября 1991 года. Впоследствии три из четырех песен (включая «Polly»), записанных во время этой сессии, были изданы на сборнике Incesticide в декабре 1992 года. Эта, более быстрая версия композиции, фигурировала под названием «(New Wave) Polly».
Кобейн исполнил «Polly» во время последнего концерта Nirvana, состоявшегося в Мюнхене («Terminal 1») — 1 марта 1994 года.

## Тематика и содержание
«Polly» представляет собой акустическую альтернативную рок-песню длительностью 2 минуты и 57 секунд. Композиция написана в размере 4/4, в умеренном темпе — 122 удара в минуту. Она исполняется в тональности Ми минор, в то время как вокальный диапазон Кобейна охватывает одну октаву и одну ноту, начиная — D3, и заканчивая — E4. Мелодия композиции выстроена вокруг секвенции Em-G5-D-C5 в куплете и аккордовой прогрессии D-C5-G-B♭5 во время рефрена. «Polly» начинается мягким, грязным акустическим риффом Кобейна на фоне приглушённого вокала музыканта, после первого припева в композицию вступают бас и ударные (в виде тарелок), а Кобейн добавляет вокальную гармонию. Подобная последовательность повторяется на протяжении всей песни. После второго припева гитара стихает и начинается бас-брейк. Песня заканчивается звуками тарелок в конце третьего припева.
Кобейн написал «Polly» под впечатлением от инцидента произошедшего в Такоме, который был связан с похищением и изнасилованием 14-летней девочки в августе 1987 года. Маньяк Джеральд Артур Френд похитил девушку, когда она возвращалась с рок-концерта, после чего держал её в своём передвижном доме, регулярно насилуя и пытая с помощью паяльной лампы. Ей удалось спастись, выпрыгнув из его грузовика во время остановки на заправочной станции, после чего она смогла позвать на помощь. Впоследствии Френд был арестован и осужден за свои преступления. Кобейн немного модернизировал историю, добавив сюжетный поворот, о том, что девушке удалось обмануть насильника войдя к нему в доверие и дав понять, что ей нравится то, что он с ней делает — в итоге она притупила его бдительность и за счет этого смогла сбежать. Сочинение таких песен, как «Polly», позволило Кобейну примерить образ и спеть от лица другого персонажа, так как повествование ведётся от первого лица. В книге посвящённой группе Nirvana, «Heavier Than Heaven», писатель Чарльз Р. Кросс сравнил эту песню с романом Трумена Капоте «Хладнокровное убийство» (1966), поскольку он также повествует от лица маньяка: «Самое примечательное в „Polly“ это то, что Курт поёт от лица насильника. Мне это напомнило роман Капоте, где читателю также даётся возможность проникнуть в сознание убийцы, мы начинаем его понимать. По-моему „Polly“ отличная песня, смотришь и диву даёшься как она могла выйти на такой коммерческой пластинке».
В книге «Come as You Are: The Story of Nirvana» Майкл Азеррад отмечал, что насилие — постоянная тема и в интервью Курта, и в его песнях, «он как-будто извинялся за свой весь пол». «Я вовсе не стыжусь того, что я мужчина» — объяснял Кобейн, — «Есть много разных мужчин, которые находятся на стороне женщины и поддерживают их и помогают влиять на других мужчин. Фактически, мужчина, ставящий себя в пример другим мужчинам, может, вероятно, оказать больше влияния, чем может женщина». После выпуска и внезапного успеха Nevermind  появились сообщения о том, что одна девушка была изнасилована двумя мужчинами, напевающими песню «Polly». Это ужаснуло Кобейна, который осудил этот инцидент в примечаниях к сборнику Incesticide: «В прошлом году девушка была изнасилована двумя образчиками генетического мусора, напевавшими при этом текст „Polly“. Мне трудно продолжать писать песни, зная, что среди нашей аудитории есть подобный „планктон“».

## Отзывы
В 1998 году песня заняла 7-е место в рейтинге британского журнала Kerrang! «20 величайших песен группы Nirvana отобранных звёздами», голосование которого проводили среди различных знаменитостей андеграундной и метал-сцены. В 2004 году «Polly» заняла 18-е место в списке журнала NME «20 лучших песен группы Nirvana». В свою очередь, в 2015 году редакция журнала Rolling Stone присудила композиции 29-ю позицию в своём рейтинге состоящим из всех 102 песен коллектива в порядке убывания, вердикт публицистки Джулианн Шеперд был таков: «Хотя это, конечно, не протестная песня, она искусно проникает в сознание маньяка, словно лаконичная версия „Генри: портрет убийцы-маньяка“, и является примером глубокомысленных глубин, в которые был готов погрузиться Кобейн», и 29-е в аналогичном рейтинге журнала NME (2019 года). В 2019 году трек занял 14-е место в списке газеты The Guardian «20 величайших песен Nirvana».
В книге «Heavier Than Heaven» отмечалось, что певец Боб Дилан был очень впечатлен «Polly», услышав её во время концерта Nirvana. «У этого парнишки есть сердце» — отозвался он о Кобейне.
Американская инди-исполнительница Аманда Палмер, которая записала кавер-версию «Polly» для трибьют-альбома Newermind, так прокомментировала песню в интервью журналу Spin 2011 года: «Вполне возможно, что продакшен на „Nevermind“ будет казаться устаревшим лет через 50, если это уже не так. Однако, тайна в текстах песен вроде „Polly“ — бездонна. Люди всегда будут пытаться понять, о чем именно пел Курт. Вот что делает песню такой долговечной».

## В массовой культуре
Песня фигурирует в виде загружаемого контента в видеоиграх Rock Band, Rock Band 2 и Rock Band 3.

## История записи и релиза
Несколько версий «Polly», как студийных, так и концертных, были выпущены при жизни Кобейна — многие другие издавались уже посмертно. В следующих таблицах перечислены все студийные версии песни и все официально выпущенные концертные.

### Студийные версии
| Дата записи     | Студия                                    | Продюсер/музыкант | Дата выпуска               | Музыканты |
| --------------- | ----------------------------------------- | ----------------- | -------------------------- | --- |
| 1987/1988       | Квартира Кобейна, Олимпия, штат Вашингтон | Курт Кобейн       | With the Lights Out (2004) | - Курт Кобейн (вокал, гитара, бэк-вокал)                                                                     |
| Сентябрь 1989   | The Music Source, Сиэтл, штат Вашингтон   | Стив Фиск         | With the Lights Out (2004) | - Курт Кобейн (вокал, гитара) - Крист Новоселич (бас-гитара) - Чэд Ченнинг (ударные)                         |
| 26 октября 1989 | Maida Vale Studios, Лондон, Англия        | Джон Пил          | Не издавалась              | - Курт Кобейн (вокал, гитара, бэк-вокал) - Крист Новоселич (бас-гитара) - Чэд Ченнинг (ударные)              |
| Апрель 1990     | Smart Studios, Мэдисон, штат Висконсин    | Бутч Виг          | Nevermind (1991)           | - Курт Кобейн (вокал, акустическая гитара, бэк-вокал) - Крист Новоселич (бас-гитара) - Чэд Ченнинг (ударные) |
| Ноябрь 1991     | Maida Vale Studios, Лондон, Англия        | Тед де Боно       | Incesticide (1992)         | - Курт Кобейн (вокал, гитара, бэк-вокал) - Крист Новоселич (бас-гитара) - Дэйв Грол (ударные)                |

### Концертные версии
| Дата записи     | Концертная площадка                         | Дата выпуска                                                                                                  | Музыканты |
| --------------- | ------------------------------------------- | --- | --- |
| 3 декабря 1989  | London Astoria, Лондон, Англия              | From the Muddy Banks of the Wishkah (1996)                                                                    | - Курт Кобейн (вокал, гитара) - Крист Новоселич (бас-гитара) - Чэд Ченнинг (ударные)                                                           |
| 1 сентября 1991 | De Doelen, Роттердам, Нидерланды            | 1991: The Year Punk Broke (1992)                                                                              | - Курт Кобейн (вокал, гитара) - Крист Новоселич (бас-гитара) - Дэйв Грол (ударные, бэк-вокал)                                                  |
| 31 октября 1991 | Paramount Theatre, Сиэтл, штат Вашингтон    | Live! Tonight! Sold Out!! (1994/2006) Classic Albums: Nirvana – Nevermind (2005) Live at the Paramount (2011) | - Курт Кобейн (вокал, гитара) - Крист Новоселич (бас-гитара) - Дэйв Грол (ударные, бэк-вокал)                                                  |
| 28 декабря 1991 | Del Mar Fairgrounds, Дель Мар, Калифорния   | In Bloom (1992) Nevermind (deluxe) (2011)                                                                     | - Курт Кобейн (вокал, гитара) - Крист Новоселич (бас-гитара) - Дэйв Грол (ударные, бэк-вокал)                                                  |
| 30 августа 1992 | Reading Festival, Рединг, Англия            | Live at Reading (2009)                                                                                        | - Курт Кобейн (вокал, гитара) - Крист Новоселич (бас-гитара) - Дэйв Грол (ударные, бэк-вокал)                                                  |
| 18 ноября 1993  | Sony Music Studios, Нью-Йорк, штат Нью-Йорк | MTV Unplugged in New York (1994/2007)                                                                         | - Курт Кобейн (вокал, гитара) - Крист Новоселич (бас-гитара) - Дэйв Грол (ударные, бэк-вокал) - Пэт Смир (гитара) - Лори Голдстон (виолончель) |

## Кавер-версии
| Год  | Исполнитель        | Альбом           |
| ---- | ------------------ | ---------------- |
| 2011 | Аманда Палмер      | Newermind        |
| 2015 | Walk off the Earth | Under the Covers |